# Olivia Gadecki
Olivia Gadecki, née le 24 avril 2002 à Gold Coast, en Australie, est une joueuse australienne de tennis.

## Carrière professionnelle
Olivia Gadecki commence sa carrière sur le circuit ITF en 2016. Elle dispute son premier match sur le circuit WTA en 2021 lors du tournoi de Melbourne I en tant que wild-card. Quelques semaines plus tard, elle élimine au 1er tour du tournoi de Melbourne IV, l'Américaine Sofia Kenin alors classée numéro 4 mondiale,.
Lors de l'Open d'Australie 2022, elle refuse de se faire vacciner contre le Covid-19 malgré une wild-card de sa fédération qui lui permettait d'intégrer le tableau principal.
En janvier 2023, elle gagne son 1er tour à l'Open d'Australie avec l'ex numéro 1 mondiale dans son équipe, sa compatriote Ashleigh Barty,.
Le 20 août 2023, elle remporte en double avec l'Anglaise Jodie Burrage le tournoi WTA 125 de Stanford. Elle finit l'année N°2 australienne en simple et N°3 en double,.
Elle réussit une performance de choix en septembre 2024, éliminant coup sur coup alors qu'elle sort des qualifications l'ancienne numéro quatre Sloane Stephens (6-4, 6-3) et sa première Top 10 Danielle Collins, neuvième mondiale (6-3, 6-3) et qui dispute sa dernière saison sur le circuit. Elle perd une manche en quarts contre Martina Trevisan (6-2, 3-6, 6-1) mais se qualifie et élimine la Colombienne Camila Osorio pourtant favorite en demi-finale (6-2, 6-3). Disputant sa première finale sur le circuit WTA en simple, elle est éliminée par la Polonaise Magdalena Fręch qui obtient son premier titre.

## Palmarès

### Titre en simple dames
Aucun

### Finale en simple dames
| No | Date       | Nom et lieu du tournoi              | Catégorie | Dotation  | Surface    | Vainqueure      | Score     |          |
| -- | ---------- | ----------------------------------- | --------- | --------- | ---------- | --------------- | --------- | -------- |
| 1  | 09-09-2024 | Guadalajara Open Akron, Guadalajara | WTA 500   | 922 573 $ | Dur (ext.) | Magdalena Fręch | 7-65, 6-4 | Parcours |

### Titre en double dames
| No | Date       | Nom et lieu du tournoi | Catégorie | Dotation  | Surface    | Partenaire      | Finalistes                     | Score    |          |
| -- | ---------- | ---------------------- | --------- | --------- | ---------- | --------------- | ------------------------------ | -------- | -------- |
| 1  | 26-02-2024 | ATX Open Austin        | WTA 250   | 267 082 $ | Dur (ext.) | Olivia Nicholls | Katarzyna Kawa Bibiane Schoofs | 6-2, 6-4 | Parcours |

### Finale en double dames
Aucune.

### Titres en double en WTA 125
| No | Date       | Nom et lieu du tournoi                | Catégorie | Dotation  | Surface    | Partenaire      | Finalistes                    | Score              |          |
| -- | ---------- | ------------------------------------- | --------- | --------- | ---------- | --------------- | ----------------------------- | ------------------ | -------- |
| 1  | 14-08-2023 | Golden Gate Open at Stanford Stanford | WTA 125   | 115 000 $ | Dur (ext.) | Jodie Burrage   | Hailey Baptiste Claire Liu    | 7-64, 66-7, [10-8] | Parcours |
| 2  | 11-03-2024 | Fifth Third Charleston 125 Charleston | WTA 125   | 115 000 $ | Dur (ext.) | Olivia Nicholls | Sara Errani Tereza Mihalíková | 6-2, 6-1           | Parcours |

### Titre en double mixte
| No | Date       | Nom et lieu du tournoi    | Catégorie | Dotation | Surface    | Partenaire | Finalistes                          | Score            |          |
| -- | ---------- | ------------------------- | --------- | -------- | ---------- | ---------- | ----------------------------------- | ---------------- | -------- |
| 1  | 12-01-2025 | Australian Open Melbourne | G. Chelem | NC       | Dur (ext.) | John Peers | Kimberly Birrell John-Patrick Smith | 3-6, 6-4, [10-6] | Parcours |

## Parcours en Grand Chelem

### En simple dames
| Année | Open d'Australie | Open d'Australie     | Internationaux de France | Internationaux de France | Wimbledon       | Wimbledon              | US Open         | US Open        |
| ----- | ---------------- | -------------------- | ------------------------ | ------------------------ | --------------- | ---------------------- | --------------- | -------------- |
| 2021  | Q2               | Whitney Osuigwe      | Q1                       | Anastasia Gasanova       | —               | —                      | —               | —              |
| 2022  | —                | —                    | Q1                       | Hailey Baptiste          | Q1              | Sarah Beth Grey        | —               | —              |
| 2023  | 2e tour (1/32)   | Marta Kostyuk        | Q2                       | Erika Andreeva           | Q3              | Jéssica Bouzas Maneiro | 1er tour (1/64) | Mirra Andreeva |
| 2024  | 1er tour (1/64)  | Sloane Stephens      | Q3                       | Julia Avdeeva            | 1er tour (1/64) | Robin Montgomery       | Q2              | Eva Lys        |
| 2025  | 1er tour (1/64)  | Veronika Kudermetova | 1er tour (1/64)          | Coco Gauff               | 1er tour (1/64) | Solana Sierra          |                 |                |

N.B. : à droite du résultat se trouve le nom de l'ultime adversaire.

### En double dames
| Année | Open d'Australie                                                                    | Open d'Australie                                                                   | Internationaux de France                                                                | Internationaux de France                                                             | Wimbledon                                                                    | Wimbledon | US Open | US Open |
| ----- | ----------------------------------------------------------------------------------- | ---------------------------------------------------------------------------------- | --------------------------------------------------------------------------------------- | ------------------------------------------------------------------------------------ | ---------------------------------------------------------------------------- | --------- | ------- | ------- |
| 2021  | 2e tour (1/16) B. Woolcock \|\| style="text-align:left;" \| L. Fernandez H. Watson  | —                                                                                  | —                                                                                       | —                                                                                    | —                                                                            | —         | —       |         |
| 2022  | —                                                                                   | —                                                                                  | 1er tour (1/32) C. Kempenaers \|\| style="text-align:left;" \| L. Fernandez K. Flipkens | —                                                                                    | —                                                                            | —         | —       |         |
| 2023  | 2e tour (1/16) P. Hon \|\| style="text-align:left;" \| D. Krawczyk D. Schuurs       | —                                                                                  | —                                                                                       | —                                                                                    | —                                                                            | —         | —       |         |
| 2024  | 2e tour (1/16) K. Birrell \|\| style="text-align:left;" \| L. Kichenok J. Ostapenko | —                                                                                  | —                                                                                       | 2e tour (1/16) E. Lechemia \|\| style="text-align:left;" \| K. Siniaková T. Townsend | 1er tour (1/32) Wu F.-h. \|\| style="text-align:left;" \| C. Osorio A. Parks |           |         |         |
| 2025  | 1/8 de finale K. Birrell \|\| style="text-align:left;" \| M. Andreeva D. Shnaider   | 1er tour (1/32) Zhang S. \|\| style="text-align:left;" \| K. Siniaková T. Townsend | 1/2 finale D. Krawczyk \|\| style="text-align:left;" \| V. Kudermetova E. Mertens       |                                                                                      |                                                                              |           |         |         |

N.B. : le nom de la partenaire se trouve sous le résultat ; les noms des ultimes adversaires se trouvent à droite.

### En double mixte
| Année | Open d'Australie                                                              | Open d'Australie      | Internationaux de France | Internationaux de France | Wimbledon | Wimbledon | US Open | US Open |
| ----- | ----------------------------------------------------------------------------- | --------------------- | ------------------------ | ------------------------ | --------- | --------- | ------- | ------- |
| 2023  | 1/2 finale M. Polmans \|\| style="text-align:left;" \| L. Stefani R. Matos    | —                     | —                        | —                        | —         | —         | —       |         |
| 2024  | 1/2 finale M. Polmans \|\| style="text-align:left;" \| D. Krawczyk N. Skupski | —                     | —                        | —                        | —         | —         | —       |         |
| 2025  | Victoire J. Peers                                                             | K. Birrell J.P. Smith |                          |                          |           |           |         |         |

N.B. : le nom du partenaire se trouve sous le résultat ; les noms des ultimes adversaires se trouvent à droite.

## Parcours en WTA 1000
Les tournois WTA « Premier Mandatory » et « Premier 5 » (entre 2009 et 2020) et WTA 1000 (à partir de 2021) constituent les catégories d'épreuves les plus prestigieuses, après les quatre levées du Grand Chelem. 

De 2009 à 2023, les tournois Premier Mandatory (dits tournois WTA 1000 obligatoires entre 2021 et 2023) regroupent Indian Wells, Miami, Madrid et Pékin, les autres constituant les tournois Premier 5 (tournois WTA 1000 non-obligatoires). À partir de 2024, le nombre de tournois WTA 1000 passe à 10 par saison (fin de l’alternance Doha / Dubaï), ces derniers devenant tous obligatoires et offrant tous 1000 points à la vainqueure (contre 900 points précédemment pour les tournois Premier 5).

### En simple dames
| Année |       |              |       |        |      |        |                             |       |       |       |  |  |
| Doha  | Dubaï | Indian Wells | Miami | Madrid | Rome | Canada | Cincinnati                  | Pékin | Wuhan | Wuhan |  |  |
| Doha  | Dubaï | Indian Wells | Miami | Madrid | Rome | Canada | Cincinnati                  | Pékin | Wuhan | Wuhan |  |  |
| Doha  | Dubaï | Indian Wells | Miami | Madrid | Rome | Canada | Cincinnati                  | Pékin | Wuhan | Wuhan |  |  |
| 2025  |       |              |       |        |      |        | 1er tour (1/64) C. Dolehide |       |       |       |  |  |

Sous le résultat, l’ultime adversaire.
1. 1 2   Les tournois de Doha et Dubaï alternent le statut de tournoi WTA 1000 (ex Premier 5) entre 2009 et 2023 : les trois premières éditions ont lieu à Dubaï, les trois suivantes à Doha, puis Dubaï accueille le tournoi de cette catégorie les années impaires et Dubaï les années paires. De 2011 à 2023, la ville qui n’accueille pas de WTA 1000 organise à la place un tournoi WTA 500 (ex Premier).
2. 1 2 3 4 5 6   L’ordre de déroulement des tournois a évolué depuis 2009 : Rome se dispute avant Madrid et Cincinnati avant Montréal/Toronto jusqu’en 2010, tandis que Tokyo/Wuhan/Guadalajara ont lieu avant Pékin jusqu’en 2023.

## Parcours aux Jeux olympiques

### En simple dames
| # | Date       | Nom de l'olympiade         | Surface             | Résultat        | Ultime adversaire | Score    |          |
| - | ---------- | -------------------------- | ------------------- | --------------- | ----------------- | -------- | -------- |
| 1 | 27/07/2024 | Olympic Tennis Event Paris | Terre battue (ext.) | 1er tour (1/32) | Arantxa Rus       | 6-4, 6-1 | Parcours |

### En double dames
| # | Date       | Nom de l'olympiade         | Surface             | Résultat        | Partenaire       | Ultimes adversaires           | Score            |          |
| - | ---------- | -------------------------- | ------------------- | --------------- | ---------------- | ----------------------------- | ---------------- | -------- |
| 1 | 27/07/2024 | Olympic Tennis Event Paris | Terre battue (ext.) | 1er tour (1/16) | Ajla Tomljanović | Mirra Andreeva Diana Shnaider | 6-3, 2-6, [10-6] | Parcours |

## Classements WTA en fin de saison
| Année          | 2021 | 2022 | 2023 | 2024 |
| Rang en simple | 230  | 201  | 132  | 90   |
| Rang en double | 178  | 730  | 96   | 102  |

Source : (en) Classements de Olivia Gadecki sur le site officiel de la Fédération internationale de tennis